# 정상헌 (정치인)
정상헌(1935년 1월 23일 ~ 2013년 8월 30일)은 대한민국의 정치인이다. 제31·32대 음성군수를 역임했다.

## 역대 선거 결과
|  | 27.32% |

|  | 32.73% |

|  | 22.11% |